# پادگان‌شهیدآب‌شناسان
پادگان‌شهیدآب‌شناسان، روستایی از توابع بخش انزل شهرستان ارومیه در استان آذربایجان غربی ایران است.

## جمعیت
این روستا در دهستان انزل جنوبی قرار دارد و براساس سرشماری مرکز آمار ایران در سال ۱۳۸۵، جمعیت آن ۷۰۹ نفر (۱۹۰خانوار) بوده‌است.